# Acugamasus tuberculatus
Acugamasus tuberculatus är en spindeldjursart som beskrevs av Wolfgang Karg 1993. Acugamasus tuberculatus ingår i släktet Acugamasus och familjen Ologamasidae. Inga underarter finns listade i Catalogue of Life.